# سایه یک شک
سایهٔ یک شک (به انگلیسی: Shadow of a Doubt) فیلمی آمریکایی در ژانر تریلر روان شناختی به کارگردانی آلفرد هیچکاک است که در سال ۱۹۴۳ ساخته شد. هیچکاک این فیلم را از فیلم‌های مورد علاقه‌اش می‌نامید؛ که همراه با بدنام از جمله شاهکارهای او در دههٔ ۱۹۴۰ به‌شمار می‌آید.
در سال ۱۹۹۱م، این فیلم به تشخیص کتابخانه کنگره آمریکا برای نگهداری در  فهرست ملی فیلم ایالات متحده انتخاب شد. این فیلم همچنین محبوبترین اثر آلفرد هیچکاک به عقیده خودش در میان تمام فیلم‌هایش بود.

## داستان فیلم
چارلی اوکلی وارد یک شهر آفتابی در کالیفرنیا می‌شود تا مدتی نزد خانواده خواهرش زندگی کند. افراد خانواده از او به گرمی استقبال می‌کنند و به خصوص دختر نوجوان خانواده -که نام دایی اش چارلی را بر او گذاشته‌اند- مسحور دایی جذاب و دنیا دیده اش می‌شود؛ ولی دایی در حال فرار است و در واقع گمان می‌رود که مسئول مرگ چندین بیوه ثروتمند در نقاط مختلف کشور باشد. دختر جوان که ابتدا اخطار یک کارآگاه جوان را جدی نمی‌گیرد به تدریج به وضعیت روانی بیمارگونه دایی اش پی می‌برد. وقتی یک مظنون دیگر به‌طور تصادفی کشته می‌شود، پرونده قتل‌ها بسته می‌شود؛ ولی اکنون چارلی جوان از حقیقت آگاه است و این موضوع را با دایی اش در میان می‌گذارد. اوکلی سعی می‌کند چارلی جوان را به قتل برساند ولی خود کشته می‌شود. در مراسم تدفین افراد محلی شخصیت والای چارلی اوکلی را می ستایند. در حالی که خواهرزاده وی و کارآگاه جوان که از حقیقت آگاه هستند مبهوت و وحشت زده در گوشه‌ای ایستاده‌اند.

## بازیگران
- ترزا رایت
- جوزف کاتن
- مکدونالد کری
- پاتریسیا کالینج
- هنری تراورز
- والاس فورد
- هیوم کرونین
- اروینگ بیکن
- کلارنس میوس
- وان گلیزر